# Biely kameň (Vtáčnik)
Biely kameň  je zčásti skalnatý vrchol v pohoří Vtáčnik o nadmořské výšce 1135 m. Nachází se v severovýchodní části pohoří, mezi městem Handlová a obcí Podhradie. Na východním úpatí pramení Handlovka a Lutilský potok.
Vrchol pokrývá smíšený les, ale severní a východní svahy tvoří strmě se svažující skalnatý sráz. Velká část vrcholu patří do přírodní rezervace Biely kameň, která chrání právě rozpadající se lávové proudy. Západní a jižní svahy klesají jen mírně a pokračují na sever k Tlstému dielu (1016 m) a západ k Jančekovej skale (843 m).

## Přístup
- Po  značce
  - Z Handlové přes Veľký Grič (971,5 m)
  - Po hřebeni od Orlího kamene (1126,1 m)
- Po  značce z Cigeľa